# Karl-Heinz Rummenigge
Karl-Heinz Rummenigge (Lippstadt, 25 de setembro de 1955) é um ex-futebolista alemão que atuava como atacante, um dos maiores jogadores da história do Bayern de Munique e da Seleção Alemã.

## Carreira como jogador

### Clubes
Atuou em apenas três clubes: no Bayern de Munique (1974 a 1983), na Internazionale de Milão (1983 a 1987) e no Servette, da Suíça (1987 a 1989).
Após ter passado pelas categorias de base do Borussia Lippstadt, clube de Lippstadt, sua cidade natal, Rummenigge chegou ao Bayern de Munique em 1974. Marcou 162 gols em 310 partidas na Bundesliga, conquistou a Taça dos Clubes Campeões Europeus (Liga dos Campeões da UEFA), a Bundesliga, a Copa da Alemanha e se proclamou duas vezes vice-campeão do mundo com a Seleção Alemã. Foi jogador do clube bávaro até 1984, quando migrou para a Itália e assinou com a Internazionale.

### Seleção Nacional

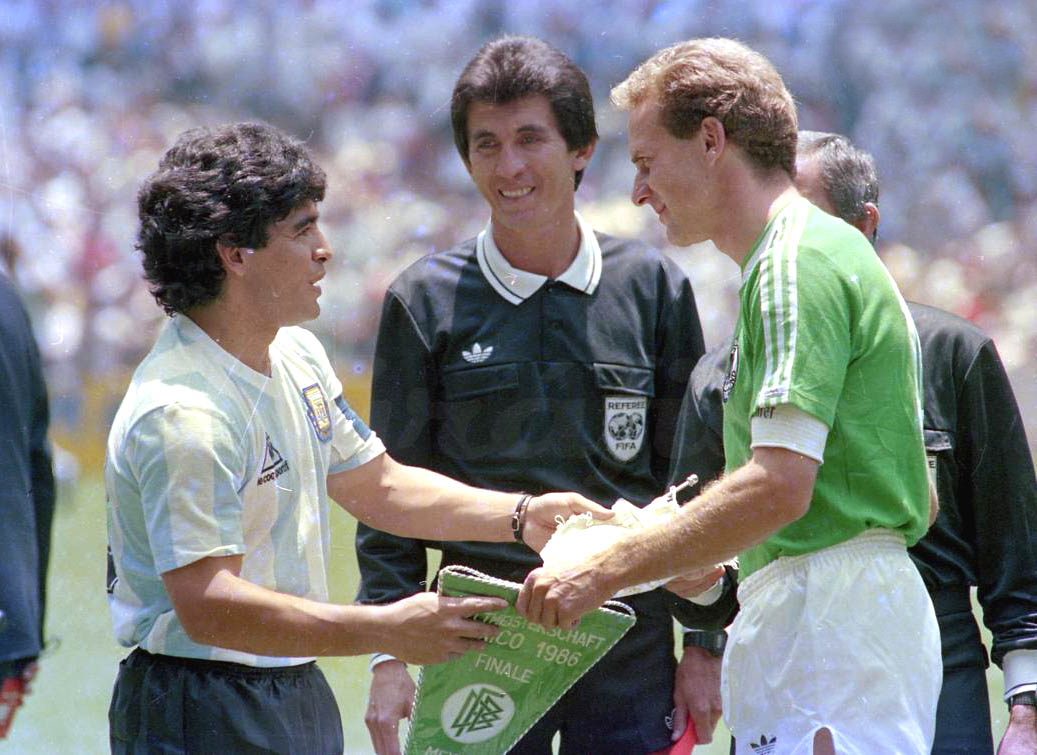
Rummenigge e Diego Maradona antes da final da Copa do Mundo de 1986

Craque e artilheiro, Rummenigge brilhou em clubes, mas não teve a mesma sorte nos Mundiais, não conquistando nenhum com a Seleção Alemã. Chegou à final da Copa do Mundo de 1982, na Espanha, mas acabou vendo a chance do título ir por água abaixo em seu segundo Mundial. A Copa do Mundo de 1986, realizada no México, foi a sua terceira fracassada tentativa de ser campeão da maior competição das Seleções.
| “ | Ele é rápido, muito técnico, cerebral e um artilheiro nato. Nem parece alemão! | ” |

A definição do treinador Giovanni Trapattoni mostra bem o espanto que representava o futebol de Rummenigge, o oposto do padrão que aliava eficiência e pouca técnica, os chamados "Panzer" – famosos tanques germânicos da Segunda Guerra Mundial.

## Carreira como dirigente
Como presidente do Bayern, foi responsável do trabalho público, novos meios de comunicação e coordenador do executivo. Ademais, Rummenigge é membro da Associação Europeia das Ligas Profissionais (EPFL) e desde janeiro de 2008 é membro da Associação de Clubes Europeus.

## Títulos
Bayern de Munique
- Bundesliga: 1979–80 e 1980–81
- Copa da Alemanha: 1981–82 e 1983–84
- Taça dos Clubes Campeões Europeus: 1974–75 e 1975–76
- Copa Intercontinental: 1976

Alemanha Ocidental
- Eurocopa: 1980

### Prêmios individuais
- Futebolista Alemão do Ano: 1980
- Seleção da Eurocopa: 1980
- Ballon d'Or: 1980, 1981
- Onze d'Or: 1980, 1981
- Onze de Bronze: 1983
- Bravo Otto: 1980, 1981, 1982, 1983 e 1984
- Chuteira de Prata da Copa do Mundo FIFA: 1982
- Bola de Bronze da Copa do Mundo FIFA: 1982
- Equipe das Estrelas da Copa do Mundo FIFA: 1982
- Futebolista Suíço do Ano: 1988–89
- FIFA 100[5]
- 35.º melhor jogador de futebol do século XX da IFFHS[6]

### Artilharias
- Bundesliga: 1979–80 (26 gols), 1980–81 (29 gols) e 1983–84 (26 gols)
- Taça dos Clubes Campeões Europeus: 1980–81 (6 gols)
- Copa da Alemanha: 1981–82 (7 gols)
- Super Liga Suíça: 1988–89 (18 gols)